# Karen Melchior
Pour les articles homonymes, voir Melchior.
Karen Melchior, née le 15 octobre 1980, est une femme politique danoise, membre du Parti social-libéral danois. Elle est élue députée européenne en 2019. Elle est aussi francophone.